# Gare de Grésy-sur-Aix
Gare de Grésy-sur-Aix – przystanek kolejowy w Grésy-sur-Aix, w departamencie Sabaudia, w regionie Owernia-Rodan-Alpy, we Francji.
Jest przystankiem kolejowym Société nationale des chemins de fer français (SNCF), obsługiwanym przez pociągi TER Rhône-Alpes.

## Położenie
Znajduje się na wysokości 291 m n.p.m., na km 4,265 linii Aix-les-Bains – Annemasse, pomiędzy stacjami Aix-les-Bains-Le Revard i Albens.